# Гарвардська школа бізнесу
Гарвардська школа бізнесу (англ. Harvard Business School (HBS)) — бізнес-школа Гарвардського університету в Бостоні, штат Массачусетс, США, широко визнана як одна з найкращих бізнес-шкіл у світі. Школа пропонує для людей котрі мають вищу освіту великий вибір програм MBA, докторських програм, та багато освітні програм для керівників бізнесу. Школа володіє видавництвом Harvard Business School Publishing, яке видає книги з підприємництва, онлайнові інструменти управління для корпоративного навчання, тематичні дослідження, а також щомісячник Harvard Business Review.

## Історія

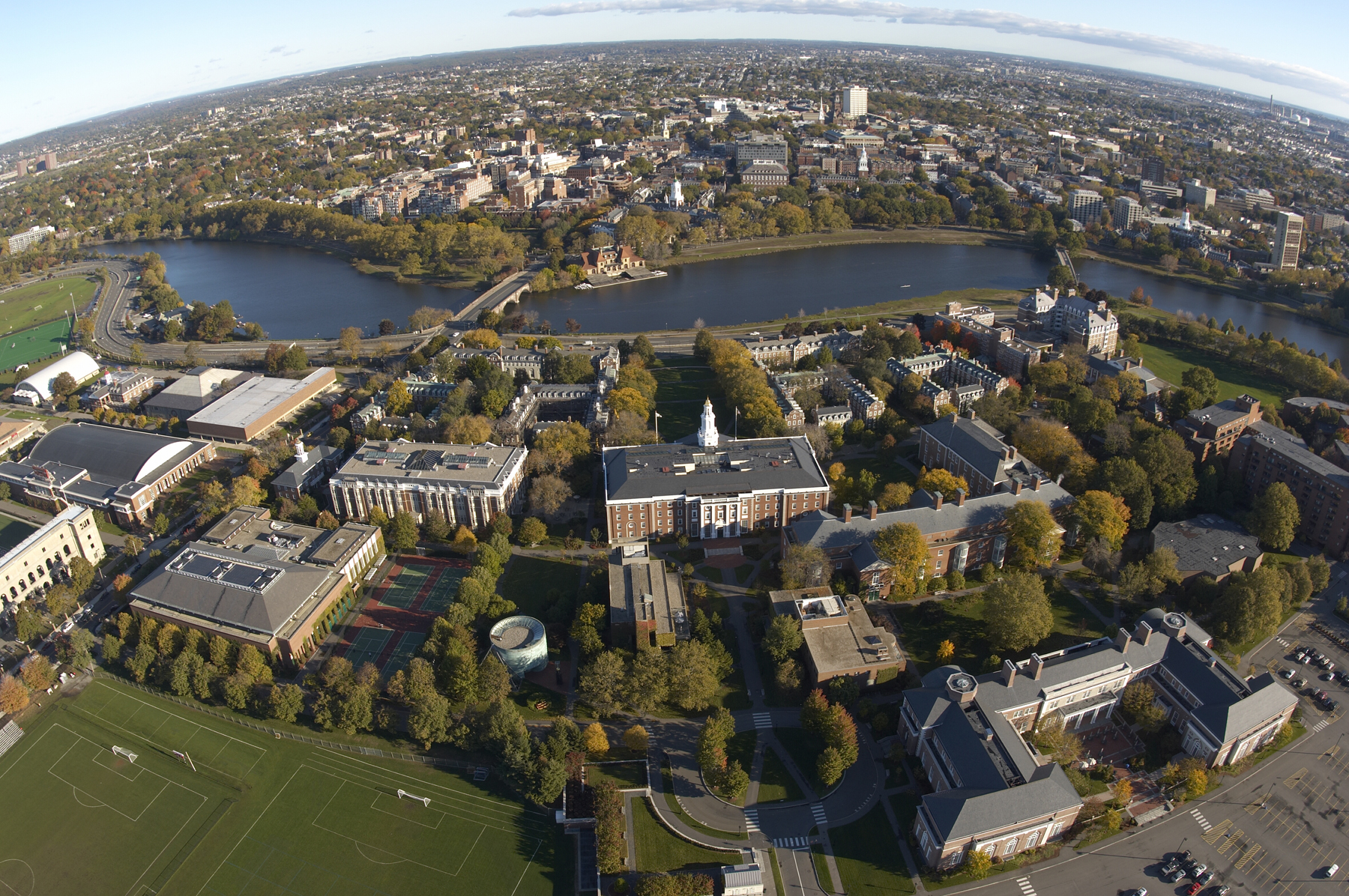
Вигляд студмістечка Гарвардської бізнес школи з повітря

Заснована в 1908.

## Випускники з України
- Кицмей Тарас Володимирович — закінчив у 2012 «Програму управління для власників/президентів» англ. Owner/President Management Program (OPM).
- Омєр Киримли Аслан Енверович закінчив у 2017 "Програму управління GMP для керівників вищої ланки, які мають принаймні 15-20 років досвіду англ. General Management Program (GMP) та у 2019 — «Програму управління для власників/президентів» англ. Owner/President Management Program (OPM).
- Павло́ Миха́йлович Шереме́та (нар. 23 травня 1971, Львів, Українська РСР) — український менеджер-економіст, засновник Києво-Могилянської бізнес-школи (KMBS), президент Київської школи економіки. Міністр економічного розвитку і торгівлі України (з 27 лютого по 2 вересня 2014 року).